# Mudbound
Mudbound è un film del 2017 diretto da Dee Rees.
Il film è un adattamento cinematografico del romanzo Fiori nel fango (Mudbound) di Hillary Jordan. Fanno parte del cast principale Carey Mulligan, Jason Clarke, Jason Mitchell, Mary J. Blige, Rob Morgan, Jonathan Banks e Garrett Hedlund.

## Trama
Henry McAllan compra una fattoria in Mississippi, nella quale si trasferisce con la moglie Laura, le due figlie e suo padre. La famiglia Jackson, guidata dai coniugi Hap e Florence, lavora il terreno di McAllan, di cui è affittuaria. I Jackson sperano di comprare un loro pezzo di terra, in futuro, ma la situazione è difficile, dato che il forte razzismo presente li pone in una posizione subalterna di dipendenza economica e di obbedienza ai coniugi McAllan.
Quando, nel 1941, gli Stati Uniti entrano in guerra, entrambe le famiglie vedono partire per il fronte un loro caro: Jaime, il fratello minore di Henry, e Ronsel, il figlio maggiore dei Jackson. Sia i Jackson che i McAllan rischiano la fame quando Hap si rompe una gamba. Henry vorrebbe convincere i Jackson a prendere in affitto uno dei suoi muli (quello di Hap e Florence era morto tempo prima) per finire in tempo il lavoro nei campi, facendo gravare su di loro una spesa considerevole. Laura, per impedire ciò, ruba dalla cassaforte dei soldi e paga un dottore per aiutare Hap. Florence va a lavorare a casa dei McAllan. Laura ha un aborto spontaneo. Intanto la seconda guerra mondiale giunge al termine, e Ronsel e Jaime tornano a casa. Sebbene fisicamente illesi, sia Ronsel che Jaime non sono in buone condizioni a livello psicologico ed emozionale: Ronsel torna in un ambiente ostile e razzista che cozza con il trattamento che i commilitoni e gli europei gli avevano riservato al fronte; Jaime soffre di Stress Post Traumatico (DPTS) e comincia a bere.
Tra Ronsel e Jaime a poco a poco si crea un rapporto di amicizia e rispetto. I due cominciano a trovarsi in segreto in un vecchio capanno per bere e parlare. Oltre a questi momenti di confidenza, tuttavia, la vita di Jaime va a rotoli. Dopo un litigio col fratello, in cui Jaime urla a Henry di come quest'ultimo non si accorga di quanto Laura sia infelice, Henry ordina a Jaime di andarsene. Henry lascia la fattoria per portare a termine delle commissioni, Jaime prepara le sue cose e Laura lo ferma. I due fanno l'amore. Jaime saluta Ronsel, e quest'ultimo gli confida di aver ricevuto una lettera dalla Germania, da parte della ragazza (bianca) che frequentava durante la guerra. Nella lettera, quest'ultima gli chiede di tornare in Europa e gli manda una foto che la ritrae insieme a un neonato, il figlio di Ronsel. Jaime lascia Ronsel davanti alla casa dei suoi genitori e torna alla fattoria.
Il padre di Henry e Jaime, che aveva visto precedentemente Ronsel Jackson seduto nel sedile davanti della macchina insieme a Jaime, scopre in automobile la foto. Insieme ad altri membri del Ku Klux Klan, rapisce Ronsel e lo malmena. Poi passa a prendere il figlio Jaime e lo costringe ad assistere al "giudizio" di Ronsel, reo di aver avuto un figlio di razza mista. Jaime prova a fermarli ma viene picchiato e sviene. Al suo risveglio, il padre lo obbliga a scegliere quale organo verrà tagliato a Ronsel per punizione: testicoli, occhi o lingua, minacciandolo che, se non sceglierà, allora il suo amico verrà ucciso. Jaime è costretto ad assistere la mutilazione di Ronsel, a cui viene tagliata la lingua. Il ragazzo viene lasciato sul posto, dove viene trovato successivamente dalla sua famiglia.
Jaime uccide il padre durante la notte, soffocandolo con un cuscino. Al mattino, Laura mente a Henry, informandolo del fatto che suo padre è morto per cause naturali. Jaime e Henry seppelliscono il padre, ma, per la procedura, Henry chiede aiuto a Hap, che stava passando sulla strada accanto insieme al resto della famiglia. Hap decide di obbedire ma rifiuta che anche i suoi figli scendano dal carro per dare una mano nella sepoltura. Jaime consegna a Florence la lettera e la foto di Ronsel. Jaime lascia la fattoria per una destinazione sconosciuta. I Jackson riescono a trasferirsi in una fattoria di loro proprietà. Ronsel torna in Germania dalla sua ragazza e da suo figlio.

## Distribuzione
Il film è stato presentato in anteprima il 21 gennaio al Sundance Film Festival 2017.
È stato distribuito il 17 novembre 2017 su Netflix, in tutti i territori in cui il servizio è disponibile. Negli Stati Uniti il film è stato distribuito anche in un numero limitato di cinema.

## Riconoscimenti
- 2018 - Premio Oscar
  - Candidatura per la Migliore attrice non protagonista a Mary J. Blige
  - Candidatura per la Migliore sceneggiatura non originale a Dee Rees e Virgil Williams
  - Candidatura per la Migliore fotografia a Rachel Morrison
  - Candidatura per la Migliore canzone a Mighty River
- 2018 - Golden Globe[2]
  - Candidatura per la Migliore attrice non protagonista a Mary J. Blige
  - Candidatura per la Migliore canzone originale a Mighty River
- 2017 - Austin Film Festival
  - Audience Award
- 2017 - Gotham Independent Film Awards
  - Miglior cast
  - Candidatura per la miglior interprete emergente a Mary J. Blige
- 2017 - Hollywood Film Awards
  - Miglior cast
  - Miglior attrice rivelazione a Mary J. Blige
- 2017 - Mill Valley Film Festival
  - Audience Award
- 2017 - New York Film Critics Circle Awards[3]
  - Miglior fotografia a Rachel Morrison
- 2018 - Critics' Choice Awards[4]
  - Candidatura per la Migliore attrice non protagonista a Mary J. Blige
  - Candidatura per il Miglior cast corale
  - Candidatura per la Miglior sceneggiatura non originale a Virgil Williams e Dee Rees
  - Candidatura per la Miglior fotografia a Rachel Morrison
- 2018 - Writers Guild of America Award[5]
  - Candidatura per la miglior sceneggiatura non originale a Dee Ress e Virgil Williams
- 2018 - Independent Spirit Awards
  - Premio Robert Altman
- 2018 - Satellite Award[6]
  - Miglior cast
  - Candidatura per il miglior film
  - Candidatura per la migliore attrice non protagonista a Mary J. Blige
  - Candidatura per il miglior regista a Dee Rees